# Dag Holtan-Hartwig
Dag Holtan-Hartwig (* 16. April 1991) ist ein norwegischer Komponist und Musikproduzent, der unter dem Künstlernamen Slopes auch als Sänger aktiv ist.

## Leben und Wirken
Holtan-Hartwig wuchs in einem Vorort von Oslo in einer musikalischen Familie auf und begann mit zwölf Jahren in Bands zu spielen. In England schrieb er sich am Liverpool Institute for Performing Arts (LIPA) ein und trat dort vor Paul McCartney auf, der ihm wichtige Ratschläge gab.
Am LIPA lernte er den Norweger Halvor Folstad kennen und begann, mit ihm zusammenzuarbeiten. Beide bekamen einen Plattenvertrag in Norwegen. Nach der Ausbildung gingen sie getrennte Wege. Folstad kehrte nach Oslo zurück und Holtan-Hartwig arbeitete als Produzent in London und später in Los Angeles. Als er nach Oslo zurückkehrte, gründeten Holtan-Hartwig und Folstad 2015 das Duo Skinny Days und veröffentlichten ihre Debütsingle Alright Right Now. Beide hatten zuvor als Produzenten und Songwriter für andere Künstler wie Ava Max, Alan Walker, SeeB und Julie Bergan gearbeitet.
Als Slopes tritt Holtan-Hartwig seit 2021 solo auf und unterschrieb einen Vertrag bei Warner Music.

## Diskografie

### Slopes
- 2021: Prove Them Wrong

### Skinny Days
- 2015: Alright Right Now
- 2015: We Got Something
- 2015: If I Was A Sailor
- 2015: If I Was A Sailor (acoustic)
- 2016: In A Good Way
- 2016: Home
- 2017: The One That Got Away (featuring Emilie Adams)

### Komponist (Auswahl)
- 2014: Vidorra (Martin Tungevaag)
- 2017: Kids (Fanny Andersen)
- 2018: Guilt Trip (Julie Bergan)[12]
- 2018: Vultures (Peder Elias)
- 2019: Not Gonna Cry (Emma Steinbakken)
- 2020: September (Emma Steinbakken)
- 2020: Alone Pt. II (Alan Walker & Ava Max)
- 2020: Blø for deg (Emir)
- 2020: Voices In My Head (Skinny Days & CLMD)
- 2021: Foolish Girl (Kamara Young Dumb)
- 2021: How Can I Forget Her* (Skinny Days/Lovespeake/TwoWorldsApart)
- 2023: Lay Low (Tiësto)

### Soloveröffentlichungen
- Down With The River – (Trxd featuring Skinny Days) (2016)[13]
- Famous – (Tungevaag, Vlade Kay, and Jonth featuring Skinny Days) (2021)[14]